# І побудував він будинок
І побудував він будинок (англ. —And He Built a Crooked House—) — науково-фантастичне оповідання Роберта Гайнлайна. Вперше опубліковане журналом Astounding Science Fiction в лютому 1941.
Пізніше включене в збірки: «Неприємна професія Джонатана Гоуґа» (1959), «Фантазії Роберта Гайнлайна» (1999).

## Сюжет
Квінтус Тіл, лос-анжелеський архітектор, захоплений топологією та теорією Пікара-Весса. Під час розмови зі своїм другом Гомером Бейлі, показав йому модель будинку у вигляді розгортки тесеракта і переконав замовити побудову такого будинку.
Будинок з 8-ма кімнатами був швидко побудований у вигляді «перевернутого кубічного хреста». У ніч перед показом будинку відбувся землетрус, і коли Тіл привіз Бейлі та його дружину Матильду, то будинок складвся у простий куб.
Всередині вони знайшли всі верхні поверхи в цілості, але сходи утворювали замкнуте коло. Всі двері та вікна вели в сусідні кімнати. Одного разу вони оглянулись назад і побачили себе зі спини. Тіл зрозумів, що будинок склався в справжній тесеракт.
Переходячи з кімнати в кімнату, користуючись вікнами, Тіл нарешті випав назовні. Повернувшись у будинок, він виявив, що вікна верхньої кімнати не з'єднані так, як математично мали бути. З одного було видно Крайслер Білдінг, з іншого перевернутий морський берег. Третє вікно, здається, вело в нікуди: в ньому не було ніякого кольору, навіть чорного. Четверте вікно виглядало на якусь неземну пустелю.
Несподівано стався ще один землетрус, і всі заручники будинку вискочили у вікно. Вони опинились у пустелі, обплетені деревоподібними рослинами, і не було видно будинку з якого вони вистрибнули. Вони полегшено зітхнули тільки коли проїзжаючий водій вантажівки повідомив, що вони у національному парку Джошуа—Трі.
Повернувшись до будинку, вони побачили, що він зник. «Він, напевно, провалився в інший сектор простору» зауважив Тіл.